# 1117
Năm 1117 là một năm trong lịch Julius.